# 朝鮮労働党中央委員会本部庁舎
朝鮮労働党中央委員会本部庁舎（ちょうせんろうどうとう ちゅうおういいんかい ほんぶちょうしゃ、朝: 조선노동당 중앙위원회 본부청사）は、朝鮮民主主義人民共和国（北朝鮮）の支配政党である朝鮮労働党の中央委員会本部が入居している施設である。
平壌市中区域蒼光洞に位置している。

## 概要

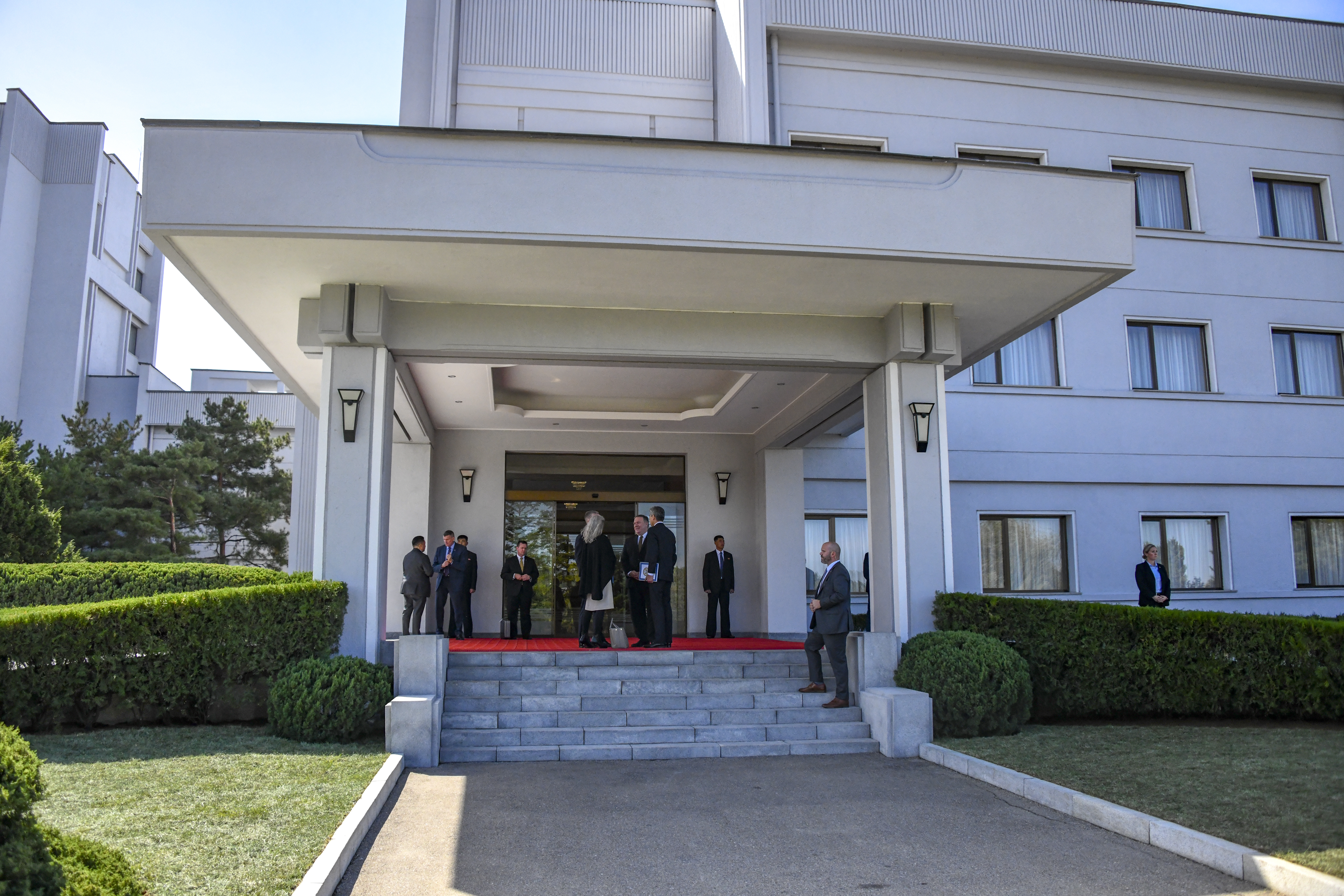
庁舎の一角

朝鮮民主主義人民共和国では「朝鮮労働党1号庁舎（조선로동당 1호 청사）」と呼ばれ、大韓民国（韓国）ではマスコミを中心に「労働党本部庁舎（노동당 본부청사）」、または「労働党本館（노동당 본관）」と呼ばれている。なお、「1号」とは北朝鮮の最高指導者である金正恩に対して用いられる用語である。
庁舎は金正恩の父である金正日の時代も含めて外部に公開されておらず、主に朝鮮労働党中央委員会の総会や政治局会議、朝鮮労働党中央軍事委員会の会議などといった党の重要会議で使用されてきたが、2018年3月に韓国の文在寅大統領が派遣した特使団が金正恩と会談した際に初めて公開され、その後もアメリカ合衆国のマイク・ポンペオ国務長官や中華人民共和国の王毅国務委員兼外相など海外の要人との会談や宴席などで使用されるようになった。

## 施設構成と用途
本庁舎には金正恩の執務室と韓国の大統領秘書室に相当する朝鮮労働党組織指導部、核シェルター、秘書室が設置されている。
別館は会議棟となっており、党中央委員会総会などが開催されることが多い。
付属施設として16号官邸と呼ばれる施設や最高指導者専用の診療所が設置されているが、診療所は2020年2月に撤去されていたことが衛星画像の解析によって判明した。